# Дмитриево (Меленковский район)
Дмитриево — деревня в Меленковском районе Владимирской области России, входит в состав Даниловского сельского поселения.

## География
Деревня расположена на берегу реки Чармус в 24 км на юго-запад от центра поселения деревни Данилово и в 34 км на запад от райцентра города Меленки.

## История
В 1859 году в деревни Дмитриево, относящейся к Пьянгусскому приходу, было 57 дворов. 
В конце XIX — начале XX века деревня в составе Черсевской волости Меленковского уезда. 
С 1929 года деревня являлась центром Дмитриевского сельсовета в составе Меленковского района, позднее в составе Южного сельсовета, с 2005 года — в составе Даниловского сельского поселения.

## Население
| 1859 | 1897 | 1926 |
| ---- | ---- | ---- |
| 403  | 673  | 710  |

| 1859 | 1897 | 1905 | 1926 | 2002 | 2010 | 2021 |
| ---- | ---- | ---- | ---- | ---- | ---- | ---- |
| 403  | ↗673 | ↘648 | ↗710 | ↘27  | ↘12  | ↗14  |